# Pedicularis sibirica
Pedicularis sibirica är en snyltrotsväxtart som beskrevs av Aleksei Ivanovich Vvedensky. Pedicularis sibirica ingår i släktet spiror, och familjen snyltrotsväxter. Inga underarter finns listade i Catalogue of Life.